# Servicio de Protección Institucional
El Servicio de Protección Institucional (SPI) de Panamá es una dependencia de la Fuerza Pública panameña, adscrito al Ministerio de la Presidencia. Es el encargado de brindar protección a las autoridades panameñas como el presidente de la República los ministros, Expresidentes y los Ex-Vicepresidentes encargados de la Presidencia de la República, según lo dispone este Decreto Ley; así como coadyuvar al mantenimiento del orden público interno, la paz, la seguridad ciudadana, proteger los espacios y edificios públicos.
Fue creado por medio del Decreto Ley N° 2 de 8 de julio de 1999. Algunas de sus funciones también incluyen la protección de las riberas del Canal de Panamá y vigilancia de espacios públicos como la Cinta Costera y Calzada de Amador.
Cuenta aproximadamente con más de 2,000 unidades que se encuentran distribuidos en el 3 compañías distintos grupos.

## Estructura Orgánica
Como parte de esta organización cuentan con el nivel político y Directivo, nivel de coordinación, nivel asesor, nivel fiscalizador, nivel de apoyo y dentro del nivel operacional cuentan con 3 grupos los cuales son: 
- El grupo de Protección Presidencial: Este tiene la responsabilidad de brindar protección y escolta a Personas Importantes.
- La Guardia Presidencial: Este otro tiene la responsabilidad de velar por la seguridad de las instalaciones, así como el protocolo de honor, la custodia de las riberas del Canal, la seguridad de diferentes instalaciones donde se realicen eventos oficiales o cumbres  presidenciales.
- El Grupo Especial Antiterrorismo (G.E.A.T): Este último que es un grupo de fuerzas especiales a órdenes del Sr. Presidente de la República.

## Entrenamiento
En materia de capacitación se cuenta con una Academia de Formación y Capacitación Integral, en la cual se forma el personal y se mantiene en constante entrenamiento, lo que ha permitido elevar el nivel profesional de las unidades, mantiene una cooperación constante con el resto de la Fuerza Pública, donde ha participado en diversos ejercicios, como el pasado evento Panamax, realizado en nuestro país; muchas de las unidades que integran la Institución han recibido entrenamiento en países de  Centro, Suramérica y Europa. 

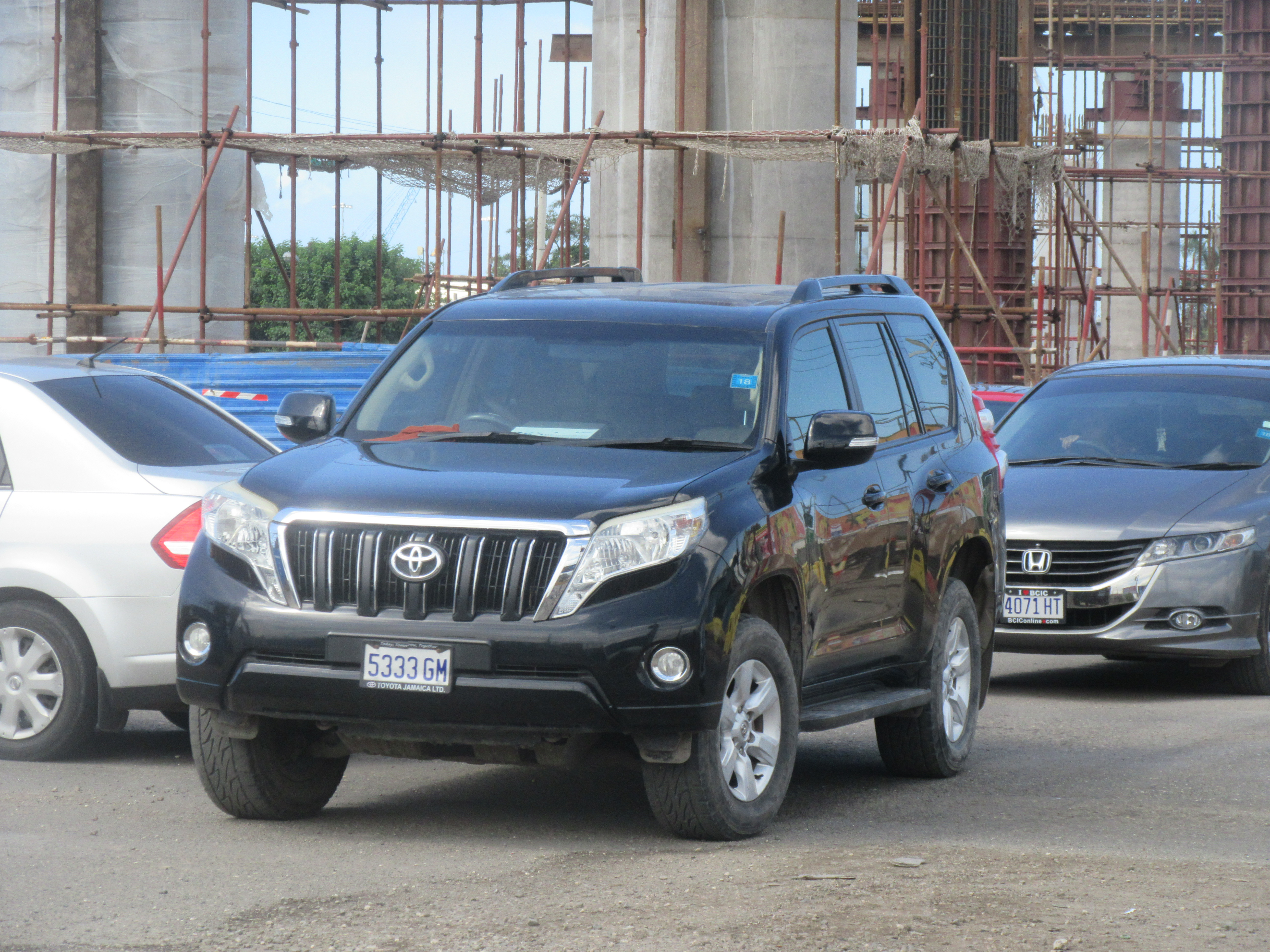
Toyota Land Cruiser Prado utilizado con patrulla, transporte presidencia y transporte VIP

El Servicio de Protección Institucional ha sido modelo para la creación de Instituciones similares en otros países de Centroamérica. 

## Equipamiento
Vehículos
- Toyota Land Cruiser Prado

Pistolas
- Glock 17 pistola semiautomatica 9x19 mm Parabellum Austria

Subfusiles
- FN P90 Arma de defensa personal 5,7 x 28 Bélgica
- Heckler & Koch MP5 subfuil 9x19 mm Parabellum Alemania
- CZ Scorpion Evo 3 subfuil 9x19 mm Parabellum República Checa

Fusiles de Asalto
- Carabina M4 y M4A1 Carabina 5,56 x 45 OTAN Estados Unidos
- AMD-65 Fusil de asalto 7,62 × 39 mm Hungría
- Colt M16A2 Fusil de asalto 5,56 x 45 OTAN Estados Unidos

Fusil de Francotirador
- Fusil M40A5 fusil de francotirador 7,62 x 51 OTAN Estados Unidos
- SVD Dragunov Fusil de francotirador 7,62 x 54 R Unión Soviética

Ametralladoras
- PKM Ametralladora de Propósito General Unión Soviética Unión Soviética

## Vehículos
- Toyota Land Cruiser Prado
- Toyota Corolla
- Toyota Hilux